# Buftea
Buftea est une ville roumaine située dans le județ d'Ilfov, à 20 kilomètres au nord ouest de Bucarest. Buftea est le chef-lieu officiel du județ d'Ilfov. Cependant l'administration réside à Bucarest.

## Géographie
| Samurcași | Mânăstirea, Dârza | Corbeanca          |
| Gulia     | Buftea            |                    |
| Săbăreni  | Dragomirești-Vale | Mogoșoaia, Chitila |

## Démographie
Lors du recensement de 2011, 88,84 % de la population se déclarent roumains et  6,81 % comme roms (0,26 % déclarent une autre appartenance ethnique et 4,07 % ne déclarent pas d'appartenance ethnique).
De plus, 93,64 % des habitants se déclarent orthodoxes (2,31 % déclarent une autre appartenance ethnique et 4,04 % ne déclarent pas d'appartenance religieuse)

## Politique
| Parti | Parti                                                 | Sièges |
| ----- | ----------------------------------------------------- | ------ |
|       | Parti national libéral (PNL)                          | 12     |
|       | Parti social-démocrate (PSD)                          | 3      |
|       | Alliance des libéraux et démocrates (ALDE)            | 2      |
|       | Union nationale pour le progrès de la Roumanie (UNPR) | 1      |
|       | Indépendant                                           | 1      |

## Tourisme
Dans cette ville, sont situés les studios Mediapro Pictures et le palais de Buftea de la famille Știrbey.